# Elia System Operator
Elia System Operator S.A. ist ein börsennotierter belgischer Übertragungsnetzbetreiber mit Sitz in Brüssel. Das Unternehmen besitzt und betreibt das gesamte belgische elektrische Hochspannungsnetz. Das Unternehmen entstand am 28. Juni 2001 durch die Fusion der CPTE mit derjenigen Tochter von Electrabel, die für das Hochspannungsnetz im Bereich von 30 bis 380 kV verantwortlich war.
Von März 2012 bis März 2017 war Elia im Aktienindex BEL20 gelistet.

## Deutschland
Elia kaufte am 12. März 2010 60 % der 50Hertz Transmission, bis dahin Tochterunternehmen von Vattenfall Europe; die restlichen 40 % gingen an den australischen Fonds IFM Investors. Zuvor hatte bereits die niederländische Tennet Holding den Netzanteil von E.ON übernommen.
Im März 2018 wurde bekannt, dass IFM 20 % seiner Anteile an der 50Hertz Transmission verkaufen möchte. Elia kaufte diese Anteile auf und hält von nun an 80 % an 50Hertz.
Mit dem Projekt ALEGrO plante und baute die Gesellschaft in Zusammenarbeit mit dem deutschen Übertragungsnetzbetreiber Amprion eine Erdkabelverbindung von Deutschland nach Belgien.